# Думітру Морару
Думітру Морару (рум. Dumitru Moraru, нар. 8 травня 1956, Бухарест) — румунський футболіст, що грав на позиції воротаря.
Виступав, зокрема, за клуби «Стяуа» та «Динамо» (Бухарест), з якими по п'ять разів виграв чемпіонат і Кубок Румунії. Також грав за національну збірну Румунії, з якою був учасником чемпіонату Європи 1984 року.

## Клубна кар'єра
Вихованець клубу «Металул» (Бухарест), 1972 року дебютував виступами за команду у другому дивізіоні, в якій провів два сезони, взявши участь у 56 матчах чемпіонату.
Своєю грою за цю команду привернув увагу представників тренерського штабу клубу «Стяуа», до складу якого приєднався 1974 року і 25 серпня дебютував за «армійців» у Дивізії А. Відіграв за бухарестську команду наступні чотири сезони своєї ігрової кар'єри. Більшість часу, проведеного у складі «Стяуа», був основним голкіпером команди. За цей час двічі виборював титул чемпіона Румунії та один раз став володарем Кубка Румунії.
Протягом 1978—1981 років захищав кольори клубу «Спортул», після чого уклав контракт з клубом «Динамо» (Бухарест), у складі якого провів наступні вісім років своєї кар'єри гравця. Граючи у складі бухарестського «Динамо» також здебільшого виходив на поле в основному складі команди. За цей час додав до переліку своїх трофеїв ще по три титули чемпіона та володаря Кубка Румунії.
У сезоні 1988/89 Морару програв конкуренцію в основі Богдану Стелі, тому в 1989 році покинув клуб і перейшов до іншої столичної команди «Вікторія» (Бухарест). Втім клуб був розпущений в результаті румунської революції на початку 1990 року, тому Морару переїхав до Норвегії у «Старт» (Крістіансанн), за який виступав протягом 1990—1991 років, після чого завершив ігрову кар'єру. Всього за кар'єру він провів 393 матчі в Дивізії А та 33 гри у європейських змаганнях.

## Виступи за збірну
24 вересня 1975 року дебютував в офіційних матчах у складі національної збірної Румунії в товариській грі проти Греції.
У складі збірної був учасником чемпіонату Європи 1984 року у Франції, де зіграв в одному матчі проти Португалії (0:1), а його команда не вийшла з групи.
Свій останній міжнародний матч він зіграв 30 березня 1988 року проти Східної Німеччини. Загалом протягом кар'єри в національній команді, яка тривала 14 років, провів у її формі 39 матчів.

## Тренерська кар'єра
Після завершення ігрової кар'єри Морару працював у штабі молодіжної збірної Румунії. Він також був тренером воротарів національної збірної Румунії протягом п'яти років під керівництвом Ангела Йорденеску, після чого тренував воротарів у клубі «Динамо» (Бухарест), а з січня 2001 року у штабі Косміна Олерою — у клубі «Прогресул» (Бухарест).
У 2002 році він повернувся до національної збірної, але в грудні 2004 року Віктор Піцурке був призначений наступником Ангела Йорденеску на посаді нового тренера збірної Румунії й привів із собою власний тренерський штаб.
Навесні 2005 року Морару протягом трьох місяців був тренером воротарів у другій команді «Динамо» (Бухарест), а потім разом із чотирма іншими румунськими тренерами Йорденеску поїхав до «Аль-Іттіхада» до Саудівської Аравії. У січні 2006 року контракт із Морару був достроково розірваний через пів року, і тренер воротарів повернувся до Румунії. Там він спочатку знову взяв на себе роботу в молодіжній збірній Румунії, а у липні 2007 року прийняв пропозицію очолити посаду тренера воротарів другої команди «Динамо» (Бухарест). Однак, оскільки кожен із нових головних тренерів привів свою команду помічників, він пробув у «Динамо» лише рік.
Пізніше Морару з'являвся як експерт на телебаченні, на шоу нагородження та в іграх ветеранів, а з 2011 року став тренером воротарів юнацьких збірних Румунії U15, U16 та U18.

## Титули і досягнення
- Чемпіон Румунії (5):

«Стяуа»: 1975/76, 1977/78
«Динамо» (Бухарест): 1981/82, 1982/83, 1983/84
- Володар Кубка Румунії (5):

«Стяуа»: 1975/76, 1978/79
«Динамо» (Бухарест): 1981/82, 1983/84, 1985/86